# 陳英發
陳英發 (Chan Ying-fat；1973年7月2日—) 是一位香港畫家、油畫及壁畫藝術家。

## 簡歷
1973年出生於香港，而自1997年起全職繪畫；2002年舉辦《轍》個人油畫展；又曾參與香港及北京地區藝術聯展；作品獲私人及機構團體收藏。近年主力從事壁畫創作及壁畫藝術教育，積極推動香港本土壁畫藝術。多年來已與多間學校、社區中心、藝術文化及慈善團體友好互動，成功合作舉辦各類型壁畫及藝術工作坊活動，培育大眾及青少年對視覺藝術的認識，傳承正確的審美觀念，使平時甚少有機會接觸文化藝術的公眾人士,能夠透過活動親身參與公共藝術壁畫的創作，體驗創作過程所帶來的滿足。

## 年表
- 2004-2010完成壁畫作品50幅
- 2009年香港青年藝術家邀請大展(聯展) 雲峰畫苑(香港)
- 2009年入編《光輝樂章－書畫藝術家卷》藝術歷史文獻
- 2008年獲中國文化部－中國文化信息協會授予 「中國當代藝術創新人才」稱號
- 2008年擔任圍圈劇場壁畫藝術顧問
- 2008年「Dreams Come True大型油畫創作暨馬拉松音樂會」美術顧問(香港青年協會賽馬會將軍澳青年空間主辦)
- 2007年入編《創新中國－文化藝術卷》藝術歷史文獻
- 2007年入編《和諧社會建設者－文化藝術卷》藝術歷史文獻
- 2007年圍圈劇場「老圍活過‧活著 520藝術文化推廣計畫」參與藝術家
- 2006年「東涌十年」創造本土文化計畫 藝術家協辦成員(香港離島文化藝術協會主辦 香港藝術發展局資助)
- 2006年離島藝術節(聯展) 香港大嶼山梅窩
- 2004年京港油畫交流展(聯展) 北京中關村
- 2002年陳英發《轍》油畫展(個展) 香港中環香港國際金融中心 e-Art & Euro Cafe
- 2000年無題油畫展(雙人聯展) 香港中環蘭桂坊Club64
- 1997年全職繪畫